# Coprinellus sassii
Coprinellus sassii är en svampart som först beskrevs av M. Lange & A.H. Sm., och fick sitt nu gällande namn av Redhead, Vilgalys & Moncalvo 2001. Coprinellus sassii ingår i släktet Coprinellus och familjen Psathyrellaceae.  Artens status i Sverige är: Ej påträffad. Inga underarter finns listade i Catalogue of Life.